# クタイ
クタイ・ハトゥン（モンゴル語: Qutai qatun、? - 1254年）は、コンギラト部出身の女性で、モンゴル帝国第4代皇帝モンケの第2皇后（ハトゥン）。
『元史』などの漢文史料では忽台（hūtái）皇后、『集史』などのペルシア語史料ではقوتای خاتون（qūtāī Khātūn）、ウィリアム・ルブルックの『旅行記』ではCotaと記される。また、至元2年（1265年）には貞節皇后として追諡されている。

## 概要
『元史』巻114列伝1后妃伝によると、コンギラト部族長でモンゴル帝国の創始者チンギス・カンに仕えたデイ・セチェンの孫のモンゲチンの娘として生まれたという。なお、『元史』巻118列伝5特薛禅伝では「モンケの妻のクタイとイェスルは[デイ・セチェンの息子の]アルチ・ノヤンの従孫であるモンゲチンの娘である」と記されるが、これではあまりに世代が開きすぎるため、『元史』巻114列伝1后妃伝の記述が正しいと考えられている。
コンギラト部デイ・セチェン家はチンギス・カンの正妃ボルテを輩出したこともあり、チンギス・カン一族の姻族として繁栄していた。ところがモンケ・カアンの治世において、デイ・セチェン家は冷遇され衰退し、これに代わってオイラト部クドカ・ベキ家が姻族として繁栄した。このような変化が生じたのは、モンケ即位時にクーデターを企てたオゴデイ家のシレムンとデイ・セチェンは密接な姻戚関係を結んでおり、その影響を受けてデイ・セチェン家の地位が低下したためと考えられている。
モンケ妃の中でもオイラト出身のオグルトトミシュがモンケから寵愛され、周囲からも重んじられていたのに対し、クタイについては史料上にほとんど言及がなく、子供についても記録がない。また、後述するウィリアム・ルブルックの『旅行記』によると、クタイが病気になった時にモンケは彼女を放置して季節移動を行い、その病でクタイはなくなったという。
クタイは早くに亡くなったため、妹のイェスルがその地位を引き継いでモンケの第2皇后の地位に就いた。『集史』ではモンケが1259年に亡くなった時に、クタイ・ハトゥンもモンゴリアに運ばれてきたモンケの柩を自らのオルドで弔ったと記されているが、これは実際には妹のイェスルのことを指すと考えられている。

## ルブルックの旅行記
1254年、フランス王ルイ9世の命によってモンケ・カアンの下に訪れたウィリアム・ルブルックは、モンケの妃たちにも面会しており、クタイ（コタ）についても記録を残している。
この旅行記では『集史』と同様にクタイ（コタ）がモンケの第2皇后であったこと、偶像崇拝者（仏教徒？）であったこと、1254年に病にあって亡くなったことが記されている。

## モンケ・カアンの皇后（ハトゥン）
| 地位       | 名前             | 『集史』                          | 『元史』                    | ルブルックの『旅行記』 | 出身部族     | 備考                         |
| ---------- | ---------------- | --------------------------------- | --------------------------- | ---------------------- | ------------ | ---------------------------- |
| 第1皇后    | クトクタイ       | قوتوقتای خاتون（qūtūqtāī Khātūn） | 明里忽都魯（mínglǐhūdōulŭ） | Cotota Caten           | イキレス部   | バルトゥ、ウルン・タシュの母 |
| 第2皇后(1) | クタイ           | قوتای خاتون（qūtāī Khātūn）       | 忽台皇后（hūtái）           | Cota                   | コンギラト部 | ルブルックの滞在中に死亡     |
| 第2皇后(2) | イェスル         |                                   | 也速児皇后（yĕsùér）        |                        | コンギラト部 | クタイの妹で、姉の地位を継ぐ |
| 第3皇后(1) | オグルトトミシュ | اوغول توتمیش （ūghūl tūtmīsh）    |                             | 「キリスト教徒の夫人」 | オイラト部   | 元はトルイの婚約者           |
| 第3皇后(2) | チャブイ         | جابون خاتون（jābūn Khātūn）       | 出卑皇后（chūbēi）          | 「若い夫人」           | オイラト部   | モンケの南宋親征に扈従した   |
| 第4皇后    | キサ             | كیسا خاتون（kīsā Khātūn）         | 火里差皇后（huǒlǐchà）      | 「冷遇されていた夫人」 | コルラス部   | オゴデイから与えられた       |
| 側室       | バヤウジン       | بایاوجین（bāyāūjīn）              |                             |                        | バヤウト部   | シリギの母                   |
| 側室       | クイタニ         | كیتنی（kuītanī）                  |                             |                        | エルジギン部 | アスタイの母                 |